# FAI European Aerobatic Championships
Le FAI European Aerobatic Championship (EAC) est la plus importante compétition Européenne de voltige aérienne, organisée par la Fédération aéronautique internationale, elle désigne notamment le champion d'Europe de voltige monoplace de la catégorie Élite ou Unlimited.

## Gagnants de la coupe Manfred Strößenreuther

### Épreuve individuelle
| Édition FAI EAC | Année | Lieu                                         | Champion Élite         | Avion       | Championne Élite (rang général)    | Avion       | Champion libre intégrale | Avion        |
| --------------- | ----- | -------------------------------------------- | ---------------------- | ----------- | ---------------------------------- | ----------- | ------------------------ | ------------ |
| 21              | 2018  | Jindřichův Hradec, République tchèque        | Alexandre Orlowski     | Extra 330SC |                                    |             | Martin Sonka             | Extra 300SR  |
| 20              | 2016  | Moravska Trebova, République tchèque         | Mikhail Mamistov       | Extra 330SC | Svetlana Kapanina (15)             | Su-31 M     | Martin Sonka             | Extra 300SR  |
| 19              | 2014  | Matkópuszta, Hongrie                         | Castor Fantoba         | Su-26 M     | Svetlana Kapanina (11)             | Su-26 M     | Martin Sonka             | Extra 330SC  |
| 18              | 2012  | Dubnica nad Váhom, Slovaquie                 | Mikhail Mamistov       | Su-26 M3    | Elena Klimovich (6)                | Su-31 M     | Gerald Cooper            | XA41         |
| 17              | 2010  | Toužim, République tchèque                   | Renaud Ecalle          | Extra 330SC | Elena Klimovich (4)                | Su-26 M3    | -                        | -            |
| 16              | 2008  | Hradec Králové, République tchèque           | Mikhail Mamistov       | Su-26 M     | Svetlana Kapanina (4)              | Su-26 M     | Renaud Ecalle            | Extra 330SC  |
| 15              | 2006  | Grenchen, Suisse                             | Mikhail Mamistov       | Su-26 M3    | Svetlana Kapanina (8)              | Su-31 M2    | Hannes Arch              | Edge 540     |
| 14              | 2004  | Kaunas, Lituanie                             | Mikhail Mamistov       | Su-26 M3    | Svetlana Fedorenko (9)             | Su-26 M3    | Klaus Schrodt            | Extra 330 XS |
| 13              | 2002  | Panevežys, Lituanie                          | Ramón Alonso           |             | Pascale Alajouanine (12)           |             | Klaus Schrodt            |              |
| 12              | 1999  | Córdoba, Espagne                             | Sergei Rakhmanin       |             | Svetlana Fedorenko (8)             |             | Patrick Paris            | -            |
| 11              | 1997  | Antalya, Turquie                             | Patrick Paris          | CAP 232     | Svetlana Kapanina (3)              | Su-26       | -                        | -            |
| 10              | 1995  | Hradec Králové, République tchèque           | Patrick Paris          | CAP 232     | Pascale Alajouanine (7)            | CAP 232     | Péter Besenyei           | Extra 300S   |
| 9               | 1993  | Grosseto, Italie                             | Patrick Paris          | CAP 231EX   | Christine Genin (5)                | Extra 300 S | -                        | -            |
| 8               | 1991  | Muret, France                                | Nikolai Nikitiuk       | Su-26 M     | Christine Genin (6)                | CAP 231     | -                        | -            |
| 7               | 1989  | Békéscsaba, Hongrie                          | Nikolai Nikitiuk       | Su-26 M     | Irina Adabash (5)                  | Su-26 M     | Vytautas Lapenas         | Su-2 6M      |
| 6               | 1987  | Rosenthal-Field Plössen, Bayreuth, Allemagne | Nikolai Nikitiuk       | Su-26 M     | Liubov Nemkova (5)                 | Su-26 M     | Victor Smolin            | Su-26 M      |
| 5               | 1985  | České Budějovice, Tchécoslovaquie            | Petr Jirmus            | Zlin 50LS   | Valentina Yaikova (Goldobina) (7)  | Yak 55      | -                        | -            |
| 4               | 1983  | Ravenne, Italie                              | Petr Jirmus            | Zlin 50LS   | Valentina Yaikova (Goldobina) (12) | Yak 50      | -                        | -            |
| 3               | 1981  | Punitz, Autriche                             | Victor Smolin          | Yak 50      | Valentina Yaikova (Goldobina) (10) | Yak 50      | -                        | -            |
| 2               | 1977  | Châteauroux, France                          | Viktor Letsko          | Yak 50      | Lidiya Leonova                     | Yak 50      | -                        | -            |
| 1               | 1975  | Esbjerg, Danemark                            | Manfred Strößenreuther | Pitts S1-S  |                                    |             | -                        | -            |

### Épreuve par équipe
| Édition FAI EAC | Année | Lieu                                         | Équipe gagnante                                                                | Pays            |
| --------------- | ----- | -------------------------------------------- | ------------------------------------------------------------------------------ | --------------- |
| 21              | 2018  | Jindřichův Hradec, République tchèque        | Alexandre Orlowski, Louis Vanel, Mikael Brageot                                | France          |
| 20              | 2016  | Moravska Trebova, République tchèque         | Olivier Masurel, Mikael Brageot, Alexandre Orlowski                            | France          |
| 19              | 2014  | Matkópuszta, Hongrie                         | François Le Vot, Mikael Brageot, Alexandre Orlowski                            | France          |
| 18              | 2012  | Dubnica nad Váhom, Slovaquie                 | François Le Vot, Olivier Masurel, Nicolas Ivanoff                              | France          |
| 17              | 2010  | Toužim, République tchèque                   | Mikhail Mamistov, Alexandre Krotov, Elena Klimovich                            | Russie          |
| 16              | 2008  | Hradec Králové, République tchèque           | Mikhail Mamistov, Oleg Shpolyansky, Svetlana Kapanina                          | Russie          |
| 15              | 2006  | Grenchen, Suisse                             | Mikhail Mamistov, Oleg Shpolyansky, Victor Chmal                               | Russie          |
| 14              | 2004  | Kaunas, Lituanie                             | Mikhail Mamistov, Sergei Rakhmanin, Oleg Shpolyansky                           | Russie          |
| 13              | 2002  | Panevežys, Lituanie                          | Sergei Rakhmanin, Victor Chmal, Oleg Shpolyansky                               | Russie          |
| 12              | 1999  | Córdoba, Espagne                             | Sergei Rakhmanin, Oleg Shpolyansky, Mikhail Mamistov                           | Russie          |
| 11              | 1997  | Antalya, Turquie                             | Patrick Paris, Eddy Dussau, Eric Vazeille                                      | France          |
| 10              | 1995  | Hradec Králové, République tchèque           | Patrick Paris, Dominique Roland, Pascale Alajouanine                           | France          |
| 9               | 1993  | Grosseto, Italie                             | Patrick Paris, Christine Genin, Xavier de Lapparent                            | France          |
| 8               | 1991  | Muret, France                                | Nikolai Nikitiuk, Alexander Lyubarets, Sergei Boriak                           | URSS            |
| 7               | 1989  | Békéscsaba, Hongrie                          | Yurgis Kairis, Nikolai Nikitiuk, Liubov Nemkova (Morokhova)                    | URSS            |
| 6               | 1987  | Rosenthal-Field Plössen, Bayreuth, Allemagne | Nikolai Nikitiuk, Victor Smolin, Yurgis Kairis                                 | URSS            |
| 5               | 1985  | České Budějovice, Tchécoslovaquie            | Victor Smolin, Nikolai Nikitiuk, Valentina Yaikova (Goldobina)                 | URSS            |
| 4               | 1983  | Ravenne, Italie                              | Valentina Yaikova (Goldobina), Khalide Makagonova (Ajnetdinova), Victor Smolin | URSS            |
| 3               | 1981  | Punitz, Autriche                             | Valentina Yaikova (Goldobina), Victor Smolin, Liubov Nemkova (Morokhova)       | URSS            |
| 2               | 1977  | Châteauroux, France                          | -                                                                              | -               |
| 1               | 1975  | Esbjerg, Danemark                            | Ivan Tuček, Vaclav Smid, Jirí Kobrle                                           | Tchécoslovaquie |